# Parallellsamhälle

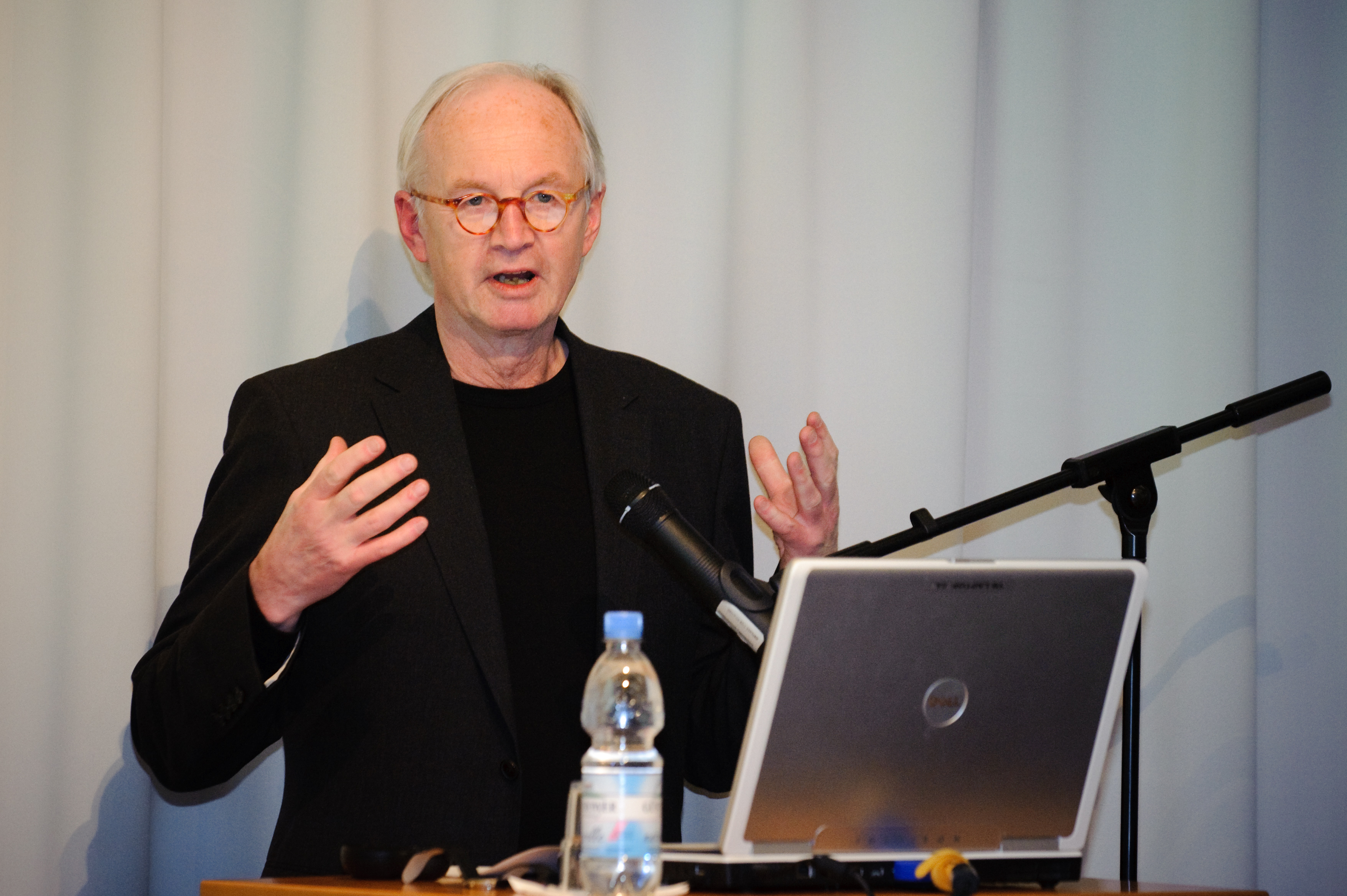
Ordet myntades 1996 av Wilhelm Heitmeyer.

Parallellsamhälle avser ett samhälle som är ett eget samhälle inom ett annat, en fysisk och kulturell enklav, och syftar vanligen på marginaliserade grupper efter bostadsort som står utanför det traditionella samhället och dess norm- och rättssystem. Ordet har en inneboende negativ innebörd men det har gjorts försök att upprätta vetenskapliga kriterier för, och definitioner av, fenomenet. Det senare språkbruket innebär en större objektivitet ifråga om huruvida en grupp är ett parallellsamhälle eller inte.

## Etymologi

### "Stat i staten"
Begreppsligt sett kan "parallellsamhälle" härledas till det begreppet "stat i staten" som i århundraden betecknat grupper som valt att ställa sig utanför samhället. I dessa samhällen utvecklades egna rättssystem, som kunde strida emot det tyska samhällets lagar. I den meningen kunde man kalla militären eller adeln Staat-im-Staate, om det uppdagades att deras rättsuppfattningar stred mot nationens eller att de utfäste egna straff för försyndelser mot den egna gruppens regler. Tyska antisemiter började utpeka judarna som medlemmar i Staat-im-Staate, en tankegång som kan spåras åtminstone tillbaka till 1794 och Johann Gottlieb Fichte.
Fenomenet kan också spåras långt tillbaka, när en grupp i samhället, med gemensamt språk och gemensam kultur, mer eller mindre levt åtskilda från majoritetssamhället. Så var exempelvis fallet med tyska immigranter i USA, vilka hade egna skolor, helgdagar, eget språk, egen dryck- och matkultur, med mera, vilka förtrycktes av majoritetssamhället, ett förtryck som stundtals tog sig uttryck i lynchning och bokbål.

### Wilhelm Heitmeyers "parallellsamhälle"
Parallellsamhälle är ett ord som inlånats från tyskan (Parallelgesellschaften). Det myntades 1996 av Wilhelm Heitmeyer(en) för fenomenet att människor som var muslimer eller turkar tenderade att leva i segregerade grupper i samhället. När fenomenet lyftes fram tenderade människor i det konventionella samhället att uppfatta parallellsamhällen som hot mot demokratin, om segregationen var frivillig, och leda till ett vi-och-dem-tänkande. Fenomenet hänger nära samman med begreppet mångkulturalism, eftersom den senare termen förutsätter att flera kulturer sammanlever i ett och samma samhälle. "Parallellsamhälle" har dock en entydigt negativ klang, och syftade till att ge namn åt de samhällselement som frivilligt fjärmade sig från det yttre samhället, i synnerhet islamiska fundamentalister.

## Parallellsamhälle i samhällsdebatten
Termen fick spridning i det allmänna politiska samtalet  i Tyskland efter 11 september 2001. Samhällsvetaren Thomas Meyer försökte uppställa en vetenskapligt gångbar definition av fenomenet 2002, med objektiva kriterier för att klassas som det. Kriterierna innefattar att gruppen utgör en etnisk-kulturell eller etnisk-religiös enhet, att det är en nära nog fullständig ekonomisk segregation från civilsamhället på vardaglig basis, att parallellsamhället har en egen uppsättning samhällsinstitutioner, och att segregationen är frivillig och önskad. Meyer kunde därför utpeka bostadsområden i Tyskland som parallellsamhällen, något som kritiserats för att bortse från mångkulturen i de utpekade bostadsområdena.
Termen används flitigt i Tyskland, i synnerhet vid händelser när parallellsamhället utpekas som orsak till lagbrott, så exempelvis vid mordet på Theo van Gogh år 2004, som kommenterades av Gerhard Schröder i termer av att en demokrati aldrig kan tolerera laglösa områden eller parallellsamhällen. Termen adopterades av Tysklands nationaldemokratiska parti, som kom att uppfatta "parallellsamhälle" som "motsatssamhälle".
Begreppet har i Tyskland kritiserats av Christian Semler för fetischisering i syfte att påtvinga de utpekade den ledande tyska kulturen. William Hiscott  har hävdat att det inte är adekvat att inskränka definitionen till etniskt-kulturella eller etniskt-religiösa grupper, utan att fenomenet kan beskriva flera utanförskap, exempelvis förorternas relation till innerstäderna.
Parallellsamhällen har också beskrivits i termer av identitetsskapande fysiska och sociala enklaver, som åtminstone i någon utsträckning beror på medlemmarnas behov av att leva tillsammans med personer med liknande identitet. I sådana sammanhang lyfts ofta bostadsområden fram, exempelvis Rosengård i Malmö, och då i synnerhet ungdomarnas situation och levnadsvillkor. Idén om integration kan då problematiseras, i vilken grad assimilation kan, får, eller bör arbeta med att förändra identiteterna hos dem (vanligen ungdomarna) som ska integreras i syfte att motverka parallellsamhällen. Studier från Tyskland har å andra sidan visat att andragenerationens invandrare som levt i enklavliknande samhällen ändå ackulturerats i någon grad, om man ser till språkkunskaper, äktenskap, värden,och religiösa praktiker. Dock utan att ackulturationen blivit någon fullständig assimilation. Ett tecken på detta är att andragenerationens invandrare fortsätter definiera sig efter ursprungslandet. Binära nationaliteter (tysk-kurd, svensk-irakier, etc.) blir emellertid vanligare, liksom transnationella identiteter. I fall när man kan tala om muslimska parallellsamhällen i Tyskland, har personer med turkisk härkomst haft svårigheter att etablera sig, vilket har tagits som belägg för att mångkultur är minst lika omstridd inom enklaverna. Detta konstaterande föranledde Angela Merkel att 2010 förklara att mångkulturalismen är död.
Sådana idéer om parallellsamhällen hänger samman med idén om parallella liv, som antar att muslimer vore svårare att integrera för att de skulle föredra att leva i ett parallellsamhälle. Sådana idéer grundas på att det förekommit områden i västeuropeiska städer som proklamerats vara kalifat och "sharia-zoner", och områden i Östeuropa där romer utvecklat sina egna samhällen. Dessa fenomen har å andra sidan också förts samman med separatistiska idéströmningar i Europa. 

## Parallellsamhälle och kriminalitet
Parallellsamhälle har också förekommit som beskrivande term för organiserad brottslighet, också i Tyskland sedan år 1983. Organiserad brottslighet definierades det året av inrikesministeriet som ett maffialiknande parallellsamhälle vars avsikter med korporationen var snabb ekonomisk vinning genom kriminella aktiviteter. Parallellsamhällen i denna mening skapar parallella marknader, det vill säga illegala marknader. Denna beskrivning av kriminalitet har kritiserats av Letizia Paoli, som istället hävdar att brottslighet huvudsakligen utförs i desorganiserad form, på grund av illegaliteten sällan tar sig formen av storskaliga kriminella entreprenader på den illegala marknaden, och att de fåtaliga storskaliga brottsorganisationer som finns sällan uteslutande ägnar sig åt kriminalitet eller organiseras med brotten som grund. Detta skulle i så fall tala emot att brottslighet vore organiserad från några parallellsamhällen.
Rob de Wijk, professor i internationella relationer och säkerhet, hävdar å andra sidan att parallellsamhällen existerar, vilka i den slutna miljön gömmer brottslighet och terrorism, att socialt och ekonomiskt utanförskap i sådana parallellsamhällen leder till oro, och att det i dessa samhällen finns högutbildad medelklass som blir alltmera indignerad över svårigheten att röra sig uppåt på samhällsstegen. Samma parallellsamhälle kan både radikalisera personer i riktning mot terrorism och åt brottslighet (våldsfrämjande radikalisering). Enligt de Wijks uppfattning är det inte de fattiga som radikaliseras i parallellsamhällen, utan främst de högutbildade, och därför anser han inte att orsaken till kriminaliteten bör härledas till socioekonomiska förutsättningar.
Människor som isoleras från majoritetssamhällen, i synnerhet offer för trafficking, gatubarn, och flyktingar, kan hamna i levnadsförhållanden, som också kallas parallellsamhällen, och som modernt slaveri. Trafficking kan inledas med att personen fråntas sina friheter i hemlandet och införs illegalt i ett annat land, eller med försåtliga erbjudanden om arbete som leder till tvångsarbete eller tvångsprostitution. Omkring 80% av offren för trafficking i Europa används för sexuell exploatering. Parallellsamhällenas slutenhet gör att offren utesluts från offentliga sammanhang. Sådana fenomen har emellertid också tolkats i termer av undantagstillstånd av Giorgio Agamben, där flyktingen sägs flytta gränserna mellan begreppen människa och medborgare, varmed personen förpassas till det moderna samhällets krisartade kärna, i samma mening som undantagstillståndet består av tomma politiska gester med medel utan mål. Jämför anomi och alienation.

## Danmark
Enligt regeringen i Danmark var det 2018 inget nytt att parallellsamhällen (danska: parallelsamfund) existerade i Danmark, men skillnaden jämfört med 1980 att icke-västliga invandrare, grogrunden för parallellsamhällena, var tio gånger så många. Svårigheter fanns med att sätta precisa siffror på hur många icke-västliga invandrare som lever i ett parallellsamhälle men med hjälp av ett antal indikatorer kunde man uppskatta hur många icke-västliga familjer som hade en ringa kontakt med det danska samhället: av 180 tussen familjer med icke-västligt ursprung kunde 28 tusen sägas leva i ett parallellsamhälle. Kännetecknande för dessa familjer var i att de bodde i ett område där en fjärdedel av befolkningen hade icke-västlig bakgrund och en vuxen i familjen var långvarigt icke sysselsatt. Befolkningsgrupperna med de högsta andelarna i parallellsamfund hade somaliskt (44%) och libanesiskt (41%) ursprung. I områdena som omfattas av Danmarks Ghettoliste visar indikatorer att runt hälften av invånarna lever i ett parallsamhälle. Ett annat exempel på ett parallellsamhälle i Danmark är Christiania.

### Parallellt rättssamhälle
I danska parallellsamhällen lever invandrare efter egna regler och sedvänjor istället för att följa danska lag. Integrationsexperter konstaterade detta 2005 efter mordet på en 24-årig man då det utväxlades blodspengar mellan den den dödades familj och den åtalades under ett fredsavtal ordnat av ett muslimskt trossamfund.

## Sverige
Rikspolischef Dan Eliasson  sade i en intervju 2017 att utvecklingen med parallella rättssystem hade pågått "under lång tid" i Sverige. Parallellsamhällen har etablerats på flera orter i Sverige, bland annat i storstädernas förorter, men även i mindre städer längs med öst- och västkusten. Tystnadskultur, våld och kulturellt betingad kontroll är centrala komponenter i svenska parallellsamhällen. De uppstår i etniska eller religiösa grupperingar, släkter/klaner och så kallade MC-gäng. I dessa parallellsamhällen skapas egna normsystem och rättsskipning samt konfliktlösning sker autonomt utan inblandning av polisen eller svenska rättssystemet. Vittnen vågar inte vittna vid rättegångar i svensk domstol, brott polisanmäls aldrig och främmande personer kan uppsöka föräldrar i deras hem för att framföra synpunkter på dotterns klädsel.
I debatten om parallellsamhälle i Sverige nämns även existensen av skuggsamhälle som syftar till en del av samhället som existerar bredvid välfärdsstaten och utgörs av utländska medborgare som uppehåller sig i landet trots att de saknar uppehållsrätt eller uppehållstillstånd. Själva vistelsen sker då i strid med svensk lag och är kriminaliserad . Sådana individer benämns papperslösa. I trafficking kan själva papperslösheten användas för tvinga offren till underkastelse under närmast slavliknande förhållanden.